# سوتارو سادا
سوتارو سادا (انگلیسی: Sotaro Sada؛ زادهٔ ۱۸ مارس ۱۹۸۴) بازیکن فوتبال اهل ژاپن است.
از باشگاه‌هایی که در آن بازی کرده‌است می‌توان به باشگاه فوتبال سانفریس هیروشیما اشاره کرد.